# 22.ª División (Ejército Popular de la República)
La 22.ª División fue una de las divisiones del Ejército Popular de la República que se organizaron durante la guerra civil española sobre la base de las Brigadas Mixtas. Llegó a operar en los frentes de Andalucía y Levante.

## Historial
La unidad fue creada el 3 de abril de 1937, en el seno del Ejército del Sur. La 22.ª División nació a partir de la militarización del antiguo sector de Granada. La unidad, compuesta por las brigadas mixtas 51.ª, 78.ª y 93.ª, quedó inicialmente bajo el mando del teniente coronel Antonio Gómez de Salazar y, posteriormente, del comandante Urbano Orad de la Torre. A partir de junio la división quedó integrada en el IX Cuerpo de Ejército, en el frente de Andalucía.
En la primavera de 1938 la división fue enviada como refuerzo al frente de Levante, quedando agregada al XXI Cuerpo de Ejército. Posteriormente la división fue asignada al XXIII Cuerpo de Ejército, donde permaneció hasta el final de la contienda.

## Mandos
Comandantes
- teniente coronel de artillería Antonio Gómez de Salazar;
- comandante de artillería Urbano Orad de la Torre (desde abril de 1937);
- coronel de ingenieros Francisco Menoyo Baños[6] (desde junio de 1937);
- mayor de milicias Víctor Álvarez González (desde enero de 1938);
- mayor de milicias Eusebio Sanz Asensio[7] (desde noviembre de 1938);

Comisario
- José Cuadras Botines, del PCE;[8]

Jefes de Estado Mayor
- comandante de infantería Ángel Saavedra Gil;[9]
- capitán de infantería Francisco Lucio Bañuelos (desde enero de 1938);
- capitán de Infantería José Bueno Quejo (desde febrero de 1939);[9]

## Orden de batalla
| Fecha              | Cuerpo de Ejército adscrito | Brigadas Mixtas integradas | Frente de batalla |
| ------------------ | --------------------------- | -------------------------- | ----------------- |
| Junio de 1937      | IX Cuerpo de Ejército       | 51.ª, 78.ª y 93.ª          | Andalucía         |
| Abril de 1938      | XXI Cuerpo de Ejército      | 79.ª, 211.ª y 220.ª        | Levante           |
| 12 de mayo de 1938 | XXI Cuerpo de Ejército      | 6.ª, 129.ª y 220.ª         | Levante           |
| Diciembre de 1938  | XXIII Cuerpo de Ejército    | 51.ª y 55.ª                | Andalucía         |